# Napięcie skuteczne
Napięcie skuteczne – wartość skuteczna napięcia elektrycznego okresowego równa stałemu napięciu przyłożonemu do danego oporu, powodującemu wydzielanie się na tym oporze takiej samej mocy, jak przy napięciu zmiennym.
Dla dowolnego przebiegu okresowego:
{\displaystyle U_{sk}={\sqrt {{\frac {1}{T}}\int \limits _{t_{0}}^{t_{0}+T}\,u^{2}(t)dt}},}
gdzie:
- {\displaystyle T} – okres przebiegu,
- {\displaystyle u(t)} – napięcie chwilowe.

Dla napięcia sinusoidalnego symetrycznego o wartości maksymalnej równej U0 napięcie skuteczne Usk wynosi:
{\displaystyle U_{sk}={\frac {U_{0}}{\sqrt {2}}}.}
Dla napięcia trójkątnego symetrycznego o wartości maksymalnej równej U0 napięcie skuteczne Usk wynosi:
{\displaystyle U_{sk}={\frac {U_{0}}{\sqrt {3}}}.}
Dla napięcia prostokątnego jednopołówkowego o wartości maksymalnej równej U0, zerowym napięciu minimalnym i wypełnieniu n, napięcie skuteczne Usk wynosi:
{\displaystyle U_{sk}={\sqrt {n}}U_{0},}
{\displaystyle n={\frac {t}{T}}.}